# Rus

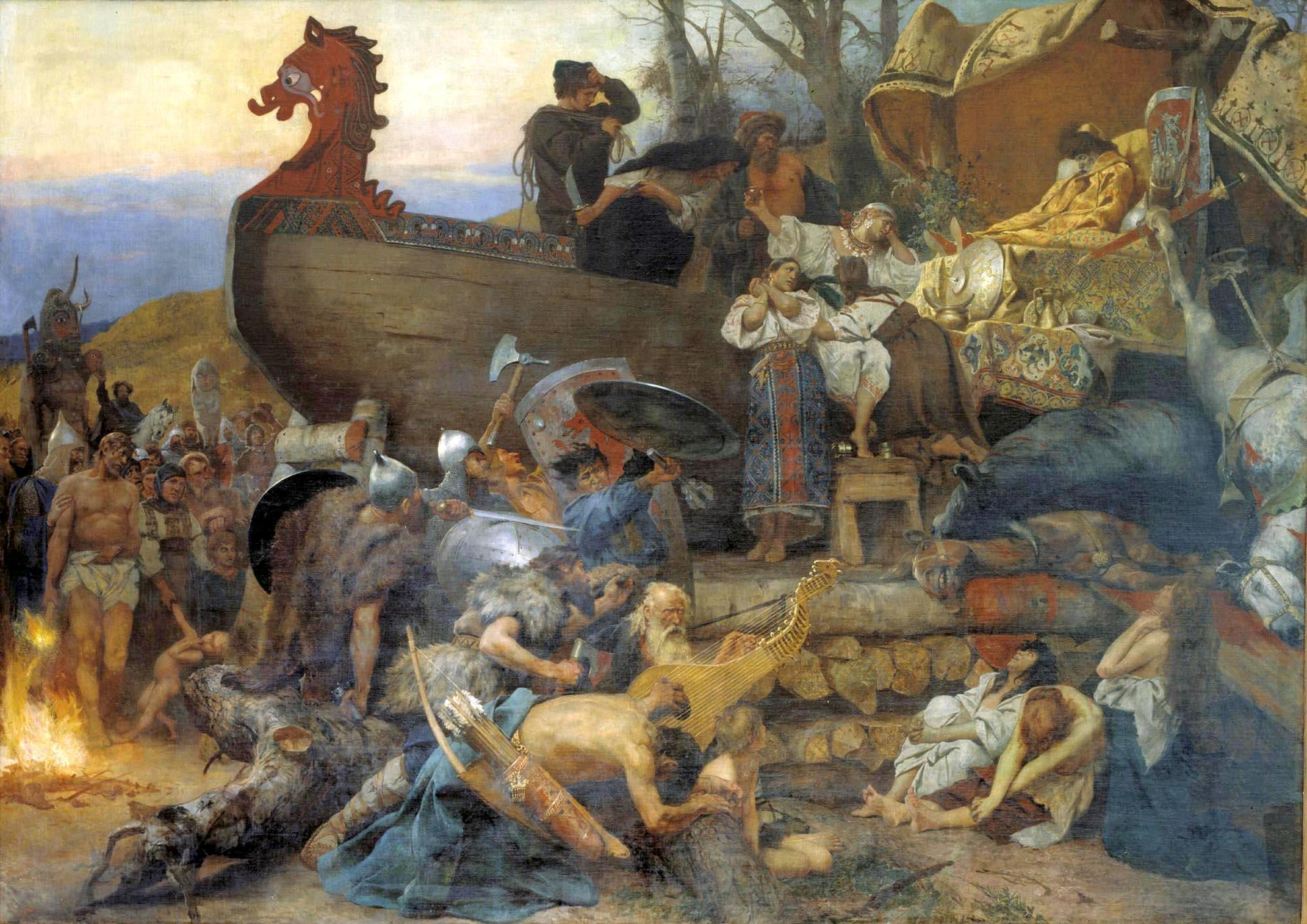
Funeral de nobre russo, de Henryk Siemiradzki (1883)

Rus (em russo:  Русь, em ucraniano:  Русь) é um endônimo introduzido durante a Alta Idade Média para as populações da Europa Oriental que viviam nas regiões que hoje fazem parte da Ucrânia, da Bielorrússia, da Rússia, de uma pequena parte do nordeste da Eslováquia e de uma faixa do leste da Polônia, formando na época o primeiro estado eslavo oriental da história. Sendo a origem do nome contemporâneo Rússia, é comumente modernizado desta forma.
O termo rus', com o qual as populações eslavas e fínicas indicavam alguns tipos de varegues ou viquingues deve talvez provir da raiz do antigo nórdico roðs ou roths usado no âmbito náutico e ainda existente nas línguas finlandesa e estônia para indicar os suecos, ruotsi e rootsi. Depois a palavra "rus'" passou a indicar não apenas a aristocracia escandinava da Europa Oriental, mas ainda todas as populações que residiam nessas áreas.[carece de fontes?]
O primeiro registro histórico do etnônimo está nos Annales Bertiniani, uma recolha de crônicas escrita por vários autores francos e referente aos anos entre 830 e 882. São chamados Rhos ou Russi.